# Andrew Dabeka
Andrew Robert Dabeka (* 25. Oktober 1978 in Ottawa) ist ein kanadischer Badmintonspieler. 

## Karriere
Andrew Dabeka nahm 2008 im Herreneinzel an Olympia teil. Er verlor dabei gleich in der ersten Runde und wurde somit 33. in der Endabrechnung. 2001 wurde er erstmals Meister in Kanada. 2004 gewann er die Carebaco-Meisterschaft, 2005 die Panamerikameisterschaft. 2008 siegte er bei den US Open.

## Sportliche Erfolge
| Saison | Veranstaltung                   | Disziplin    | Platz | Name                          |
| ------ | ------------------------------- | ------------ | ----- | ----------------------------- |
| 1996   | Kanada: Juniorenmeisterschaften | Herreneinzel | 1     | Andrew Dabeka                 |
| 1997   | Kanada: Juniorenmeisterschaften | Mixed        | 1     | Andrew Dabeka / Jennifer Wong |
| 1999   | Kanada: Einzelmeisterschaften   | Herreneinzel | 1     | Andrew Dabeka                 |
| 2001   | Kanada: Einzelmeisterschaften   | Herreneinzel | 1     | Andrew Dabeka                 |
| 2003   | Kanada: Einzelmeisterschaften   | Herreneinzel | 1     | Andrew Dabeka                 |
| 2004   | Carebaco-Meisterschaft          | Herreneinzel | 1     | Andrew Dabeka                 |
| 2005   | Panamerikameisterschaft         | Herreneinzel | 1     | Andrew Dabeka                 |
| 2005   | Kanada: Einzelmeisterschaften   | Herreneinzel | 1     | Andrew Dabeka                 |
| 2006   | Kanada: Einzelmeisterschaften   | Herreneinzel | 1     | Andrew Dabeka                 |
| 2007   | Miami PanAm International       | Herreneinzel | 1     | Andrew Dabeka                 |
| 2008   | US Open                         | Herreneinzel | 1     | Andrew Dabeka                 |
| 2008   | Olympia                         | Herreneinzel | 33    | Andrew Dabeka                 |
| 2009   | Kanada: Einzelmeisterschaften   | Herreneinzel | 1     | Andrew Dabeka                 |